# SS Naronic (1892)
SS Naronic byl parník společnosti White Star Line vybudovaný v loděnicích Harland & Wolff v Belfastu. Jeho sesterskou lodí byl SS Bovic. Loď se ztratila na moři po opuštění Liverpoolu 11. února 1893 na cestě do New Yorku. Všech 74 lidí na palubě zemřelo. Osud lodi je záhadou, která je dodnes nezodpovězená.

## Historie
Naronic byl spuštěn na vodu 26. května 1892 a za méně, než dva měsíce, 17. července, vyplul na svou první plavbu z Liverpoolu do New Yorku. Byl navržen jako nákladní loď s prostory i pro cestující. Po své první plavbě vykonal ještě dalších pět bez nehod. 11. února 1893 vyplul na svou poslední plavbu do New Yorku pod velením kapitána Williama Robertse.

## Neštěstí
Na této plavbě do New Yorku bylo na palubě 50 důstojníků a 24 lidí starajících se o dobytek. Po opuštění Liverpoolu zastavil ještě v Point Lynas na severu Walesu. Poté již zamířil na západ na volné moře a už nikdy nebyl spatřen.
Naronic neměl žádný bezdrátový telegraf, kterým by mohl vysílat nouzové signály (až o pět let později otevřela Marconi Company svou továrnu, kde vyráběla telegrafy, které byly používány mj. i na Titaniku). Vyskytl-li se nějaký problém, musela si s ním posádka poradit sama. Jediná zpráva, kterou o nehodě máme, pochází ze dvou zdrojů.
Britský parník SS Coventry nahlásil, že viděl dva prázdné čluny z Naroniku. První byl nalezen převrácený 4. března v 2:00 ráno a druhý, nalezen ve 14:00, byl zaplavený. První byl nalezen 19 mil (některé zdroje uvádějí 90 mil) od místa, kde později potkal stejný osud Titanic.
Druhý zdroj informací jsou čtyři lahve se zprávami, které byly nalezeny později. Byly v nich zprávy psané v době, kdy se Naronic potápěl. Dvě z nich byly nalezeny v USA, první 3. března v Bay Ridge v New Yorku a druhá 30. března v Ocean View ve Virginii. Třetí byla nalezena v červnu v Severním průlivu a čtvrtá 18. září na řece Mersey poblíž místa, odkud loď vyplouvala v Liverpoolu.
Všechny čtyři říkají, že se Naronic potápí, ale nejdetailnější je ta druhá:
3:10 ráno, 19. února. SS Naronic je na moři. Pro toho, kdo to najde: až to najdeš, oznam našim lidem, pokud to ještě neví, že se naše loď rychle potápí pod vlny. Je taková bouře, že bychom v záchranných člunech nepřežili. Jeden člun s lidmi už byl spuštěn. Bože, ať tohle všichni přežijeme. Narazili jsme do ledovce ve sněhové bouři s malou viditelností a dvě hodiny se drželi nad hladinou. Teď je podle mých hodinek 3:20 ráno a loď je téměř pod vodou. Oznam to M. Kersey & Company na Broadwayi v New Yorku. Na shledanou všem.

Pod zprávu se podepsal John Olsen, čeledín, ale na seznamu pasažérů nikdo takový nebyl, nejblíže tomuto jménu byl John O'Hara. Podobně na tom je podpis z první lahve, L. Winsel, který rovněž nebyl na seznamu. Zprávy ve zbylých dvou lahvích jsou nepodepsané. Kvůli tomu byly zprávy, jako svědectví osudu lodi, prozkoumávány, ale nakonec nebyly uznány za věrohodné. Pokud ale jsou zprávy pravdivé, loď se potopila někdy okolo 3:20 ráno 19. února 1893.